# ببه (خواننده)
ببه (زاده ۹ می ۱۹۷۸)خواننده اسپانیایی، ترانه‌سرا و بازیگر است. شهرت جهانی او با تک آهنگ "malo" و "mela" افزایش یافت.

## زندگی
ببه در اسپانیا، والنسیا متولد شد گرچه خیلی زود به اکسترمادورا نقل مکان کردند، جایی که تمام دوران کودکی ش را گذراند. پدر و مادرش اعضای گروه فولک اکسترمادورایی سوربرینا بودند.

## آلبومها
- ۲۰۰۴: Pafuera Telarañas (Out with the Cobwebs)[۱]
- ۲۰۰۹: Y. (And. )[۱]
- ۲۰۱۲: Un Pokito de Rocanrol (A Little Bit of Rock n' Roll)

## بازیگری
- ۲۰۰۶: آنای آشفته
- ۲۰۰۶: تعلیم پریان
- ۲۰۰۶: Busco
- ۲۰۰۳: El oro de Moscú
- ۲۰۰۳: Al sur de Granada
- ۲۰۰۲: Entre cien fuegos (TV)